# Leonardo Carcamo
Leonardo Carcamo Gutiérrez (ur. 6 listopada 1965) – honduraski judoka. Olimpijczyk z Atlanty 1996, gdzie zajął trzynaste miejsce w wadze ekstralekkiej.

## Letnie Igrzyska Olimpijskie 1996
| Konkurencja | Eliminacje              | Repasaże               | Klas. końcowa |
| Konkurencja | Przeciwnik I            | Przeciwnik I           | Miejsce       |
| ----------- | ----------------------- | ---------------------- | ------------- |
| 60 kg       | Tadahiro Nomura (JPN) P | Nikołaj Ożegin (RUS) P | 13.           |